# Prelezi i Muhaxherëve
Prelezi i Muhaxherëve (albanska: Prelezi i Muhaxherëve, serbiska: Muhadžer Prelez) är en by i Kosovo. Den ligger i kommunen Ferizaj. Enligt den senaste folkräkningen år 2011 fanns det 982 invånare.

## Demografi
| Demografi   | 2011 |
| ----------- | ---- |
| albaner     | 981  |
| odeklarerad | 1    |